# Gerichtsbezirk Hainspach
Der Gerichtsbezirk Hainspach (tschechisch: soudní okres Haňšpach) war ein dem Bezirksgericht Hainspach unterstehender Gerichtsbezirk im Königreich Böhmen. Er umfasste Gebiete im nordböhmischen, sogenannten Böhmischen Niederland. Zentrum und Gerichtssitz des Gerichtsbezirks war die Stadt Hainspach (Haňšpach, heute: Lipová u Šluknova). Das Gebiet gehörte seit 1918 zur neu gegründeten Tschechoslowakei und ist seit 1991 Teil der Tschechischen Republik.

## Geschichte
Die Patrimonialgerichtsbarkeit wurde im Kaisertum Österreich als eine Forderung der Bewegung der Revolutionsjahre 1848/49 aufgehoben. An ihre Stelle traten die Bezirks-, Landes- und Oberlandesgerichte, die nach den Grundzügen des Justizministers geplant und deren Schaffung am 6. Juli 1849 von Kaiser Franz Joseph I. genehmigt wurde. Die Abgrenzung der Gerichtsbezirke lehnte sich dabei bewusst an hergebrachte Strukturen an, insbesondere sollte eine Zerschneidung der großen Güterkomplexe möglichst vermieden werden. So blieben alle Orte der Herrschaft Hainspach im Schluckenauer Zipfel in einem eigenen Gerichtsbezirk vereint.
Der am 3. Juni 1850 wirksam gewordene Gerichtsbezirk Hainspach gehörte zum Landesgericht Böhmisch-Leipa und umfasste 1854, bei der Neuorganisation von Verwaltung und oberen Gerichten, die aber die Sprengel der Bezirksgerichte weitgehend unverändert beließ, die 13 Katastralgemeinden Grafenwalde, Hainspach, Hemmehübel, Hilgersdorf, Lobendau, Neudörfel, Niedereinsiedl, Nixdorf, Obereinsiedl, Röhrsdorf, Schönau, Wölmsdorf und Zeidler.
Der Gerichtsbezirk Hainspach bildete im Zuge der endlichen Trennung der politischen von der judikativen Verwaltung ab 1868 gemeinsam mit dem Gerichtsbezirk Schluckenau (Šluknov) den Bezirk Schluckenau, wie dies schon 19 Jahre zuvor für wenige Jahre gewesen war.
Im Gerichtsbezirk Hainspach lebten 1869 20.741 Menschen in 11 Ortsgemeinden bzw. 24 Ortschaften. 1900 waren es 24.280 Personen. Der Gerichtsbezirk Hainspach wies 1910 eine Bevölkerung von 27.629 Personen auf, von denen 26.600 Deutsch und 123 Tschechisch als Umgangssprache angaben. Im Gerichtsbezirk lebten zudem 1017 Anderssprachige oder Staatsfremde.

## Nachgeschichte
Durch die Grenzbestimmungen des am 10. September 1919 abgeschlossenen Vertrages von Saint-Germain wurde in Art. 27 Nr. 6 die heutige Nordgrenze Österreichs bestimmt und mit den Ländern Böhmen, Mähren und Schlesien auch der Gerichtsbezirk Hainspach zur Gänze der neugegründeten Tschechoslowakei zugewiesen, wobei die Gerichtseinteilung bis 1938 unverändert bestehen blieb. Das Bezirksgericht wurde als tschechisches Gericht unter dem Namen Okresní soud v Hanšpach fortgeführt. Dieses war der Krajský soud v České Lípě (dem Nachfolger des Landesgerichtes Böhmisch Leipa) nachgeordnet. Aufgrund des Münchener Abkommens erfolgte 1938 die Angliederung des Sudetenlandes an das Deutsche Reich. Das Gebiet wurde dem Landkreis Schluckenau zugeschlagen, allerdings wurde die Gemeinde Zeidler des Gerichtsbezirks Hainspach ab 1. Mai 1939 dem Gerichtsbezirk Rumburg zugewiesen. Das tschechische Gericht wurde zu einem deutschen Amtsgericht Hainspach. Es war nun dem Landgericht Böhmisch-Leipa und dieses dem Oberlandesgericht Leitmeritz nachgeordnet. Nach dem Ende des Zweiten Weltkrieges fiel das Gebiet erneut an die Tschechoslowakei. Das Gebiet gehörte nun zum Okres Děčín, dessen Behörden jedoch im Zuge einer Verwaltungsreform 2003 ihre Verwaltungskompetenzen verloren. Diese werden seitdem von den Gemeinden bzw. dem Ústecký kraj, zudem das Gebiet um Hainspach seit Beginn des 21. Jahrhunderts gehört, wahrgenommen.

## Gerichtssprengel
Der Gerichtssprengel umfasste von 1850 bis 1938 unverändert elf Gemeinden bzw. 13 Katastralgemeinden, nämlich (in Klammern die früheren und heutigen tschechischen Bezeichnungen): (Groß-)Schönau (Šenov, heute: Velký Šenov) mit Alt-Grafenwalde (Stará Grafenwalde), Hainspach (Haňšpach, heute: Lipová), Hielgersdorf (Hilgersdorf, heute: Severní), Lobendau (Lobendava), Neudörfel (Nová Véska), Niedereinsiedel (Dolní Einsiedl, heute: Dolní Poustevna), Nixdorf (Mikulášovice), Obereinsiedel (Horní Einsiedl, heute: Horní Poustevna), Röhrsdorf (Röhrsdorf, heute: Liščí), Wölmsdorf (Wölmsdorf, heute: Vilémov) und Zeidler (Zeidler, heute: Brtníky) mit Hemmehübel (Hemmehübl).